# St. Oswald bei Freistadt
St. Oswald bei Freistadt (auch Sankt Oswald bei Freistadt) ist eine Marktgemeinde in Oberösterreich im Bezirk Freistadt im Mühlviertel mit 3047 Einwohnern (Stand 1. Jänner 2024). Die Gemeinde liegt im Gerichtsbezirk Freistadt.

## Geografie
St. Oswald bei Freistadt liegt auf 608 m Höhe im Mühlviertel. Die Ausdehnung beträgt von Nord nach Süd 8,8 km, von West nach Ost 8,3 km. Die Gesamtfläche beträgt 41 km². 16,8 % der Fläche sind bewaldet, 22,6 % der Fläche landwirtschaftlich genutzt.

### Gemeindegliederung
Das Gemeindegebiet umfasst folgende 18 Ortschaften (in Klammern Einwohnerzahl Stand 1. Jänner 2024):
- Amesreith (105) samt Bruckangern
- Etzelsdorf (142)
- Florenthein (60) samt Dorfstadt und Hangenleithen
- Fünfling (55) samt Breitenberg, Hinter-Breitenberg und Vorder-Breitenberg
- March (34)
- Mayrhöfen (181) samt Kastlhöfen
- Neudorf (131) samt Himmel
- Obermarreith (68)
- Oberreitern (41)
- Piberschlag (20)
- Rosenau (14) samt Kicking
- Sankt Oswald bei Freistadt (1678)
- Stampfendorf (7)
- Stiftungsberg (92)
- Untermarreith (80) samt Kreuzau
- Wartberg (147)
- Wippl (162) samt Holzmühle und Lampelsberg
- Witzelsberg (30)

Die Gemeinde besteht aus den Katastralgemeinden Amesreith, March, St. Oswald und Wippl.
Bis auf Amesreith, Holzmühle und Bruckangern werden die Ortsteile als Ortschaft gerechnet. Drei der Ortsteile haben auch Anteile in Lasberg, eine in Gutau.

Katastralgemeinden der Gemeinde sind Amesreith, March und St. Oswald.

Zählsprengel sind St. Oswald und St. Oswald-Umgebung.
Siedlungen (Adressen) des Hauptorts sind Am Anger, Am Echensenberg, Am Grabenhof, Am Käferbach, Am Spielfeld,
Am Sportplatz,
Am Steinhügel, Birkenfeld,
Brunngassen, Freistädterstraße,
Hochlus, Kirchenwiese,
Lasbergerstraße, Lederersberg,
Maria Bründl, Markt, Promenade,
Simerlweg, Sommerfeld und Zum Braunberg.

### Nachbargemeinden
| Grünbach |                                             | Sandl         |
| Lasberg  | Kompassrose, die auf Nachbargemeinden zeigt | Weitersfelden |
|          | Gutau                                       | St. Leonhard  |

## Geschichte
Das Pfarr- und Gemeindegebiet von St. Oswald ist vom Süden, von Gutau, hauptsächlich aber von Lasberg her gerodet und besiedelt worden. Im Jahre 1125 wurde zum ersten Mal eine kleine Siedlung Niederwald erwähnt, die später den Namen „St. Oswald“ erhielt. 1260 wird die Kirche des hl. Oswald in der Diözese Passau das erste Mal urkundlich genannt, obwohl die Kirche rund 100 Jahre älter sein kann. Unter Leitung des Landesfürsten und mit Robotleistungen wurde die Pfarrkirche errichtet, die zunächst der Pfarre Gutau unterstellt war. In den Jahren 1408 bis 1432 erwarben die Zelkinger (Schloss Weinberg) Gebiete in der heutigen Gemeinde, die zuvor in landesfürstlichem Besitz standen. In den Hussitenkriegen wurde die Kirche 1426 zerstört. Um 1480 wechselte die Pfarre den Besitzer, die 50 Jahre später die kirchlichen Insignien versperrten und somit die hl. Messe unmöglich machten. Seit 1490 wird er dem Fürstentum Österreich ob der Enns zugerechnet.
Bereits 1570 wollten die St. Oswalder eine eigene Pfarre errichten, jedoch lehnte der Landesherr dies immer ab, da er eine Einsetzung eines protestantischen Pfarrers durch den Vogteiherren Zelking fürchtete. St. Oswald hatte damals 48 Häuser. Dennoch wurde 1589 gegen den Willen des Landesfürsten ein eigener Pfarrer eingesetzt. Während des Oberösterreichischen Bauernkriegs wurde die Kirche St. Oswald von Lasberger Protestanten zerstört. Weiters wurden Bauern und Bürger, die nicht mitmachen wollten, gezwungen, sich an der Belagerung Freistadts zu beteiligen. So waren unter den 15.000 Bauern, die die landesfürstliche Stadt belagerten viele Bauern aus St. Oswald. In der Zeit des Dreißigjährigen Krieges zogen immer wieder Ritterheere durch das heutige Gemeindegebiet und verwüsteten die Gegend. Im 16. Jahrhundert wurden die vorhandenen Heilquellen vielfach genutzt. Im Jahr 1698 wurde die Pfarre St. Oswald eigenständig.
Während der Napoleonischen Kriege war der Ort mehrfach besetzt. Seit 1918 gehört der Ort zum Bundesland Oberösterreich. Nach dem Anschluss Österreichs an das Deutsche Reich am 13. März 1938 gehörte der Ort zum „Gau Oberdonau“. Nach 1945 erfolgte die Wiederherstellung Oberösterreichs und der Ausbau der Infrastruktur.
1951 erfolgte die Umbenennung der Gemeinde von St. Oswald in St. Oswald bei Freistadt.
→ Schloss Wartberg (St. Oswald bei Freistadt)

## Bevölkerung
| Jahr | Einwohner |  | Jahr | Einwohner |
| ---- | --------- |  | ---- | --------- |
| 1869 | 1.922     |  | 1951 | 2.238     |
| 1880 | 1.991     |  | 1961 | 2.262     |
| 1890 | 2.089     |  | 1971 | 2.273     |
| 1900 | 2.018     |  | 1981 | 2.296     |
| 1910 | 2.028     |  | 1991 | 2.518     |
| 1923 | 2.009     |  | 2001 | 2.706     |
| 1934 | 2.045     |  | 2011 | 2.767     |
| 1939 | 2.162     |  | 2018 | 2.901     |

### Entwicklung und Struktur
Im Jahr 1869 wohnten im Gemeindegebiet 1922 Menschen. Bis 1981 wuchs die Bevölkerungszahl nur wenig. Seit 1981 wächst die Bevölkerung schneller als zuvor und erreichte 2001 mit 2706 Menschen den bisher höchsten Stand bei einer Volkszählung, dass entspricht im Vergleich zu 1991 (2518 Einwohner) einem Anstieg von 7,5 %. Am 1. Jänner 2008 verzeichnete die Gemeinde 2716 Einwohner, der Aufwärtstrend setzt sich fort, da die leicht negative Wanderungsbilanz durch die positive Geburtenbilanz ausgeglichen wird.
Bei der Volkszählung 2001 betrug der Anteil der Einwohner, die 60 Jahre und älter waren, 16,9 %; 22,5 % waren unter 15 Jahre alt. Der Anteil der weiblichen Bevölkerung lag bei 49 %.
Von den 2096 Bewohnern St. Oswalds, die 2001 über 15 Jahre alt waren, hatten 4 % eine Universität, Fachhochschule oder Akademie abgeschlossen. Weitere 5,7 % hatten eine Matura absolviert, 47,3 % hatten einen Lehrabschluss oder eine berufsbildende mittlere Schule besucht und 42,9 % aller Oswalder hatten die Pflichtschule als höchsten Abschluss.

### Herkunft und Sprache
Der deutsche Dialekt, der im Raum St. Oswald sowie in Oberösterreich allgemein gesprochen wird, ist das Mittelbairische. 98,4 % der Oswalder gaben 2001 Deutsch als Umgangssprache an. Weitere 0,6 % sprachen hauptsächlich türkisch, 0,1 % tschechisch, der Rest sprach andere Sprachen.
Der Anteil der Oswalder mit ausländischer Staatsbürgerschaft lag 2001 mit 2,2 % weit unter dem Durchschnitt Oberösterreichs. Dabei hatten 0,7 % der Oswalder Bevölkerung eine Staatsbürgerschaft der Türkei, 0,3 % eine aus Deutschland und 1,2 % entfielen auf sonstige Staatsbürger. Insgesamt waren 2001 etwa 2,8 % der Oswalder in einem anderen Land als in Österreich geboren.

## Kultur und Sehenswürdigkeiten

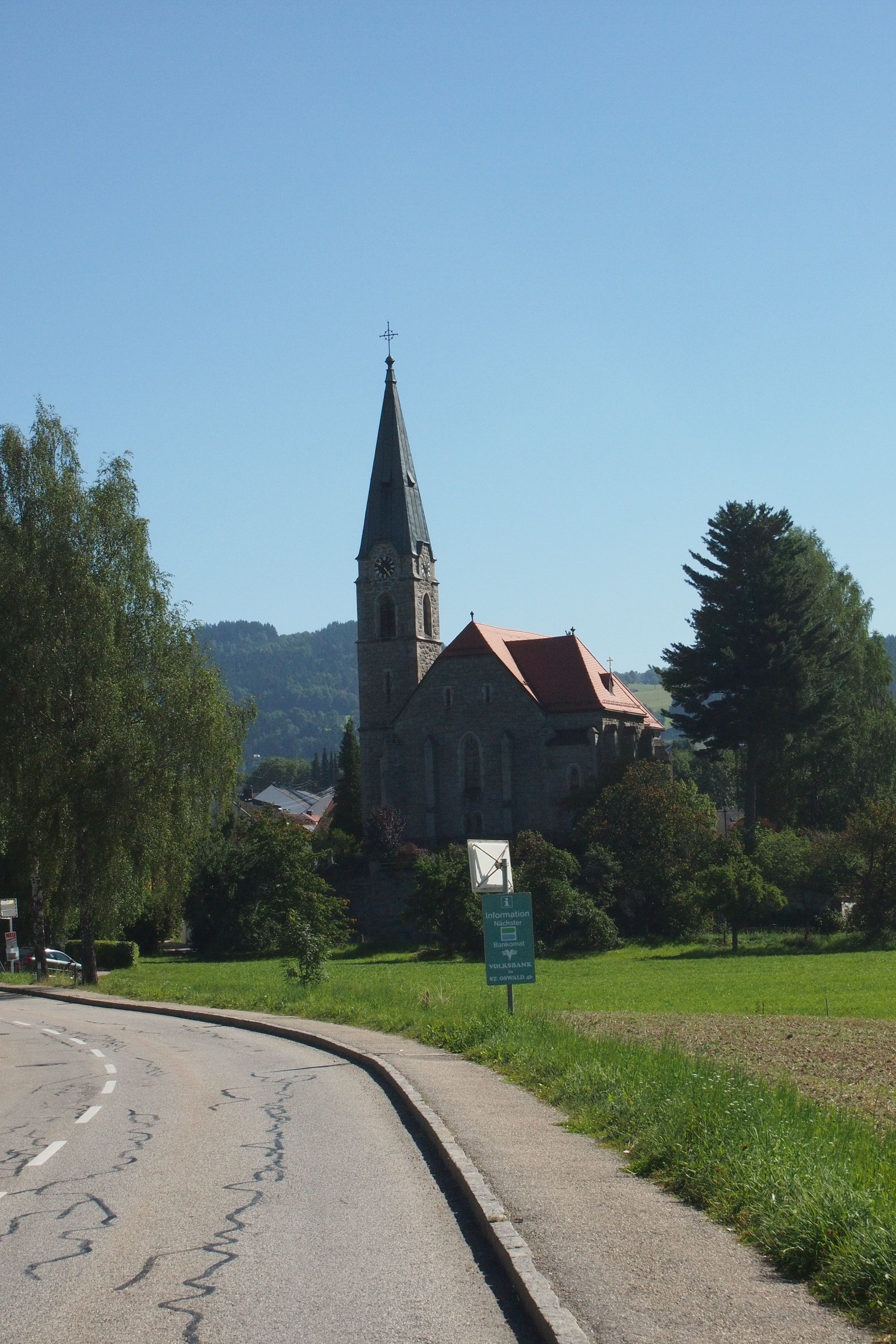
Pfarrkirche St. Oswald bei Freistadt

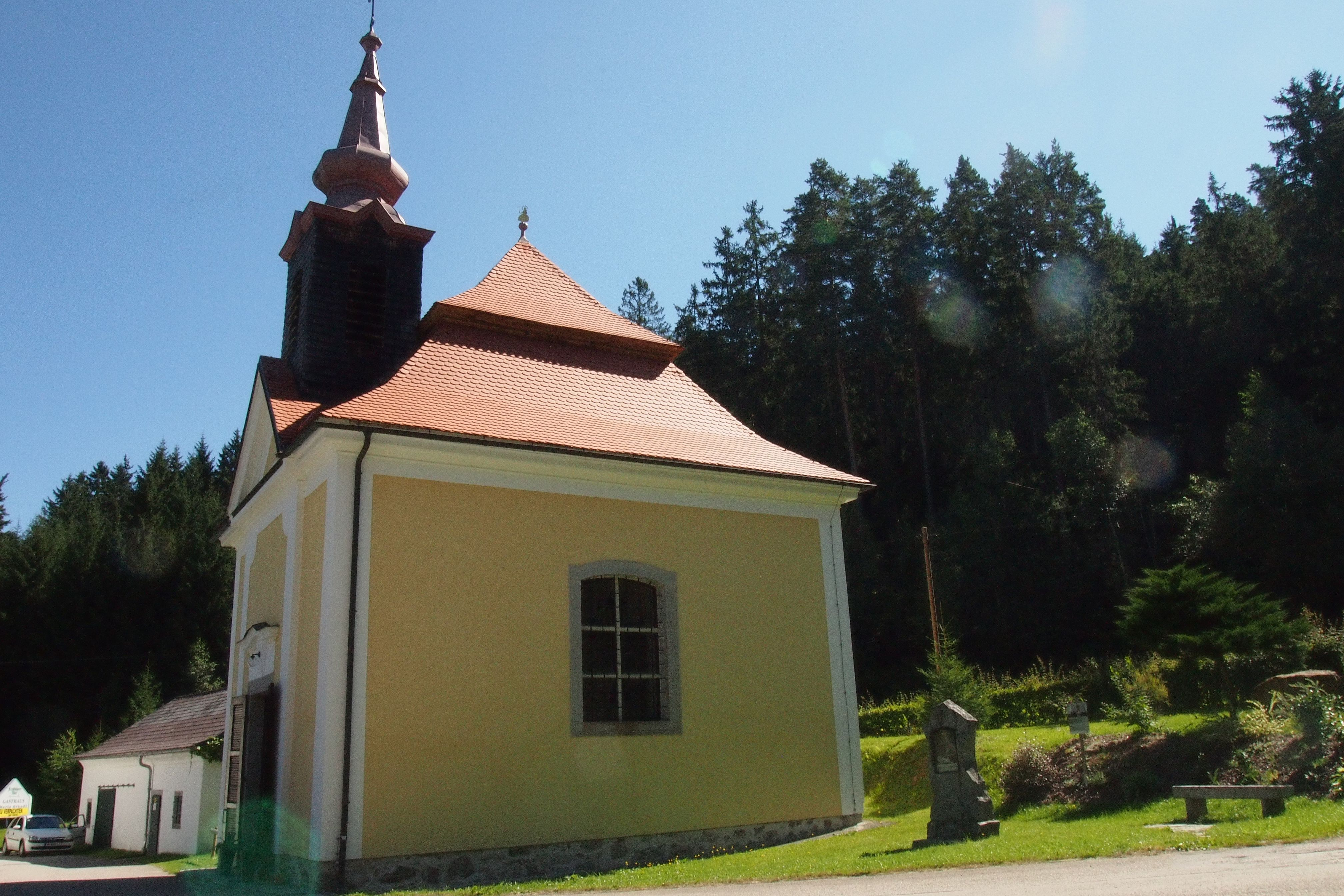
Maria Bründl Kapelle

- Katholische Pfarrkirche St. Oswald bei Freistadt: gotische Kirche aus dem 14. Jahrhundert, die leicht abseits vom Zentrum steht[7]
- Marktturm: Das Symbol des Orts, der alte Turm ist im Wappen abgebildet.
- Maria Bründl Kapelle: Spätbarocke Kapelle aus dem 17. Jahrhundert.
- Brennereimuseum (Schnapsmuseum): Eine seit 1883 betriebene Brennerei wurde 1983 in ein Museum umgewandelt.
- Freilichtmuseum Ledermühle: Die Ledermühle ist die letzte noch erhaltene von ursprünglich acht Mühlen im Gemeindegebiet von St. Oswald. Sie wurde bereits um 1413 erstmals urkundlich erwähnt und bis 1967 in Betrieb.
- Museum Kirchenhäusl: Das ehemalige Bürgerspital wurde 1614 eingerichtet. Der heutige Bau stammt aus dem Jahr 1761 und diente für kirchliche Sozialleistungen.

## Wirtschaft und Infrastruktur

### Bildung
Im Ort stehen ein Kindergarten, eine Volksschule und eine Hauptschule zur Verfügung. Zusätzlich besteht eine Bücherei und ein Freibad.

### Sicherheit
Im Gemeindegebiet existieren drei Freiwillige Feuerwehren, in St. Oswald, March und Marreith.

### Musik
- Musikkapelle St. Oswald
- Kirchenchor St. Oswald
- Chorgemeinschaft St. Oswald

### Sport
- Sportverein St. Oswald: Der Fußballverein spielt in der Bezirksliga Nord, in der sechsten Spielklasse Österreichs.
- ASKÖ – Sport und Freizeitverein
- Golfclub St. Oswald: 18-Loch Golfanlage mit dem längsten Par 5 in Europa.
- Bogensport St. Oswald

## Politik
Der Gemeinderat hat 25 Mitglieder.
- Mit den Gemeinderats- und Bürgermeisterwahlen in Oberösterreich 2003 hatte der Gemeinderat folgende Verteilung: 11 SPÖ, 12 ÖVP und 2 PFLUG.
- Mit den Gemeinderats- und Bürgermeisterwahlen in Oberösterreich 2009 hatte der Gemeinderat folgende Verteilung: 13 ÖVP und 12 SPÖ.
- Mit den Gemeinderats- und Bürgermeisterwahlen in Oberösterreich 2015 hatte der Gemeinderat folgende Verteilung: 13 ÖVP und 12 SPÖ.
- Mit den Gemeinderats- und Bürgermeisterwahlen in Oberösterreich 2021 hat der Gemeinderat folgende Verteilung: 10 ÖVP, 8 FPÖ und 7 SPÖ.[8][9]

### Bürgermeister
- 1961–1979 Johann Breiteneder (ÖVP)
- 2003–2020 Alois Punkenhofer (SPÖ)
- 2020–2021 Walter Kreisel (ÖVP)
- seit 2021 Michael Spörker (FPÖ)

### Wappen
Das Gemeindewappen zeigt:
In Blau auf grünem Schildfuß ein von zwei goldenen, rot bezungten, aufgerichteten Löwen gehaltener, silberner Turm mit rotem, geschlossenem Tor und rotem Zwiebeldach samt Laterne, schwarz geöffnetem Fenster und Turmuhr.
Der Turm repräsentiert den 1864 abgebrannten Marktturm, der seinerzeit in der Ortsmitte stand. Die Löwen waren vermutlich Schildhalter und fanden so den Weg ins Wappen.
Die Verleihung des Gemeindewappens und der Gemeindefarben ist nicht bekannt. Das heute gebräuchliche Wappen wurde von einem Siegelabdruck aus dem 18. Jahrhundert entnommen. Ein urkundlicher Nachweis der Verwendung konnte bisher nicht gefunden werden.

## Persönlichkeiten

### Söhne und Töchter der Gemeinde
- Anton Zemann (1892–1954), Steinmetzmeister und Bürgermeister von Freistadt
- Johann Breiteneder (1921–1989), Bürgermeister
- Hans Pum (* 1954), ÖSV-Sportdirektor
- Manfred Ruhmer, 7-facher Weltmeister im Hängegleiten + Hängegleiterstreckenflug-Rekordhalter

### Personen mit Bezug zur Gemeinde
- Otto Milfait (1926–2022), österreichischer Heimatforscher, besuchte hier die Schule